# Gammel Dok Pakhus

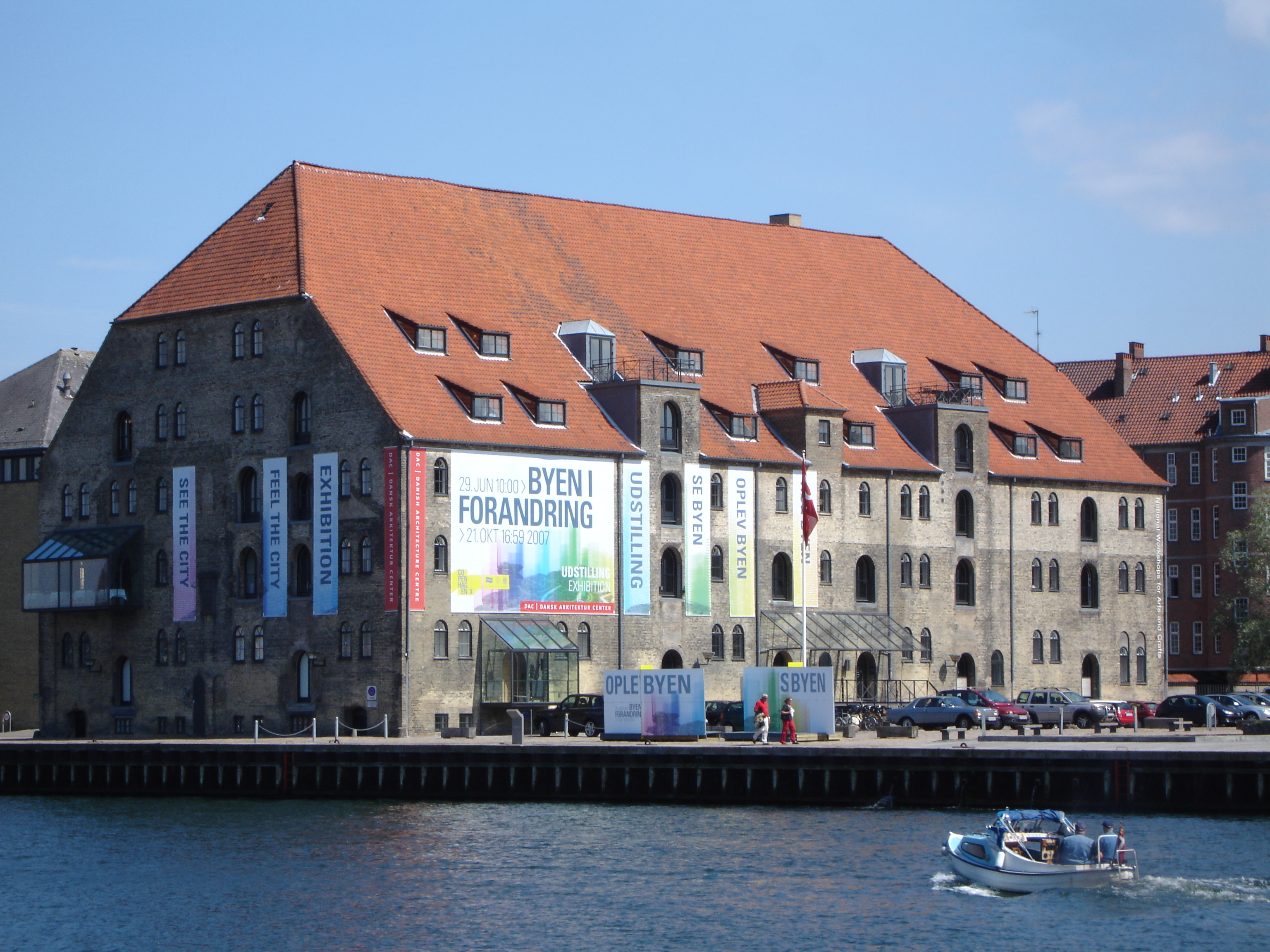
Gammel Dok Pakhus am Inderhavnen (Innenhafen) von der gegenüberliegenden Havnegade aus gesehen (2007)

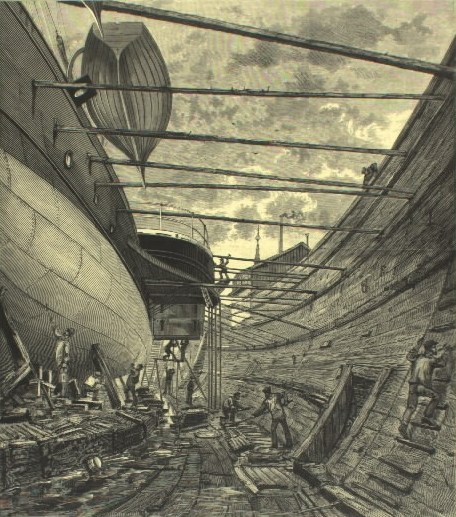
Das alte Trockendock (Gammel Dok) um 1881/82

Gammel Dok Pakhus (auch kurz als Gammel Dok bezeichnet) ist ein ehemaliger Speicher an der Strandgade im Kopenhagener Stadtteil Christianshavn, dessen Stil charakteristisch für die gediegene Speicherarchitektur des beginnenden 20. Jahrhunderts ist. Auf der dem Wasser zugewandten Seite beherbergte er bis 2018 das Dänische Architekturzentrum (Dansk Arkitektur Center, DAC), in dem Wissen und Visionen zukünftiger Architektur entwickelt und vermittelt werden. Im DAC befinden sich unter anderem Ausstellungs-, Seminar- und Konferenzräume, eine Fachbuchhandlung und ein Café. Im Mai 2018 erfolgte der Umzug des DAC ins BLOX Gebäude. Auf der Seite zur Strandgade sind die staatlichen Kunstwerkstätten (Statens Verkstæder for Kunst) untergebracht, in denen Arbeitsräume für Künstler, Designer, Kunsthandwerker und Konservatoren bereitgestellt werden.

## Geschichte
Der Name Gammel Dok Pakhus (Alter Dock-Speicher) leitet sich von Dänemarks erstem Trockendock, Gammel Dok, ab. Das 1739 angelegte Dock befand sich zwischen den heutigen Speichern Eigtveds Pakhus und Gammel Dok Pakhus und wurde 1918 abgerissen.
Der ursprüngliche Speicher wurde 1882 nach Entwürfen von H.C. Scharling für die Aktiengesellschaft A/S De Forenede Oplagspladser og Værfter i Kjøbenhavn gebaut und war ein zweistöckiges Gebäude mit Schieferdach. 1920 wurde das Gebäude um eine zusätzliche, dritte Etage aufgestockt und ein kolossales geziegeltes Schopfwalmdach aufgesetzt, dessen Dachspeicher Raum für drei weitere Etagen bietet. Gammel Dok Pakhus wurde in den Anfangsjahren als Kornspeicher genutzt, in dessen Kellerräumen isländische Waren wie Atlantischer Hering gelagert wurden. Später diente es als Möbellager mit dazugehörigem Möbelgeschäft im Erdgeschoss.
1984–86 wurde der Speicher im Auftrag des dänischen Bauministeriums und nach Plänen des Architektenbüros Erik Møllers grundlegend renoviert, so dass 1986 das Architektur- und Bauexportzentrum (Gammel Dok Arkitektur og Byggeeksportcenter), heute DAC, und die staatlichen Kunstwerkstätten einziehen konnten. Im Jahr 1998 wurde vor dem Haus ein moderner Platz eröffnet, auf dem Wasserbassins an die Zeit des dänischen Königs Christian VI. erinnern sollen. Damals lagen hier noch Schiffe der dänischen Flotte im Trockendock, von dem bei Ausgrabungen im Verlauf der Umgestaltung des Platzes Reste gefunden wurden.